# Phaius subtrilobus
Phaius subtrilobus är en orkidéart som beskrevs av Oakes Ames och Charles Schweinfurth. Phaius subtrilobus ingår i släktet Phaius och familjen orkidéer. Inga underarter finns listade i Catalogue of Life.